# Power County
Power County is een county in de Amerikaanse staat Idaho.
De county heeft een landoppervlakte van 3.640 km² en telt 7.538 inwoners (volkstelling 2000). De hoofdplaats is American Falls.

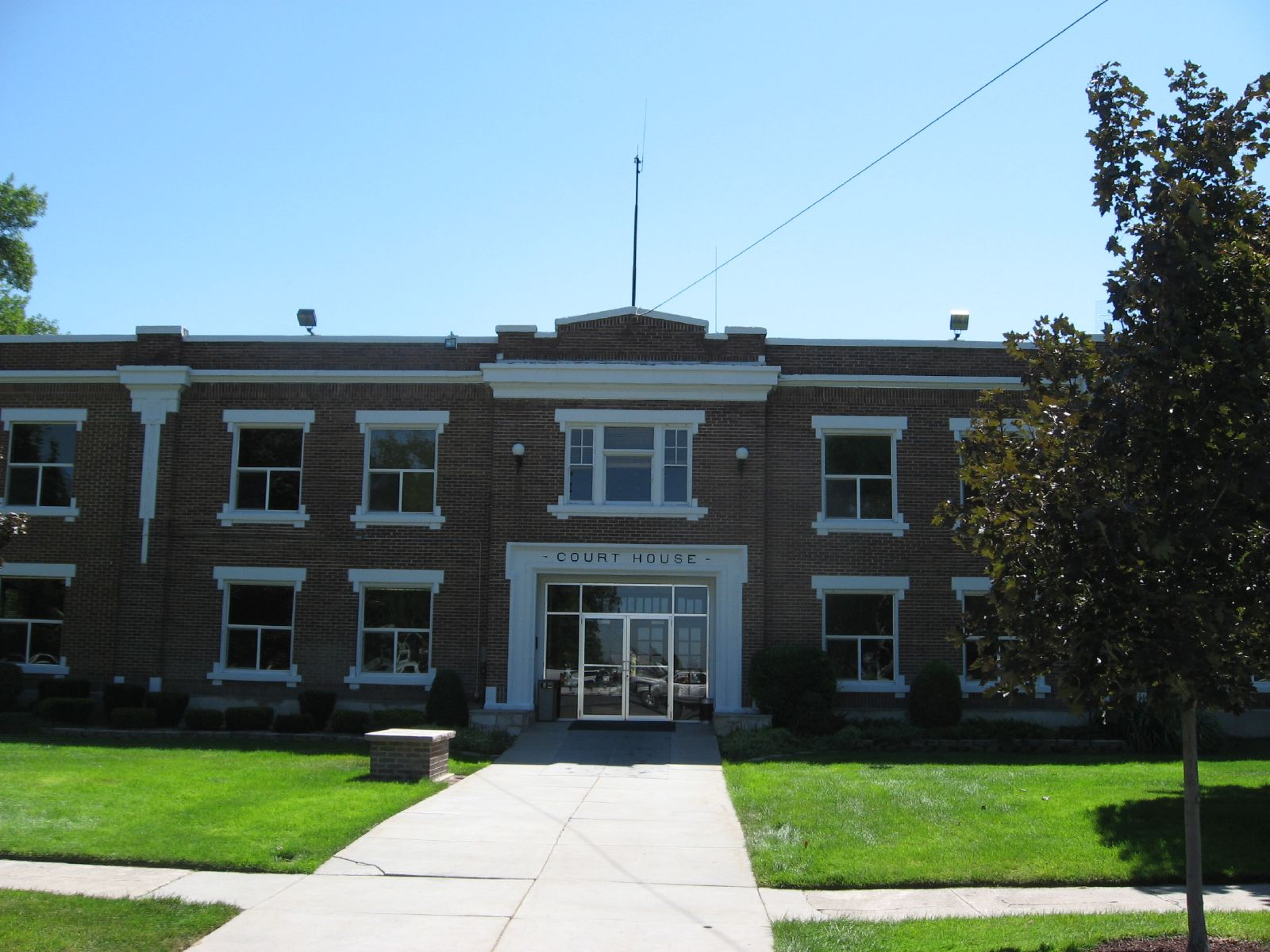
Power County Courthouse